# El Triunfo (El Salvador)
El Triunfo es un distrito del municipio de Usulután Norte en el departamento de Usulután en El Salvador. Tiene una población de 7.099 habitantes.

## División administrativa
El distrito se divide en una cabecera municipal y 4 cantones:
- El Triunfo (cabecera distrital)
- El Jicarito
- Los Novillos
- San Antonio
- Santa Clara del Palón

La cabecera distrital se divide en 4 barrios y 7 colonias: 
- Barrio La Cruz
- Barrio San Francisco
- Barrio El Calvario
- Barrio El Carmen

Colonias:
- Andalucía
- Flores
- El Carmen
- El Teleférico
- Romero y las Rosas
- Las Brisas
- El Rillito
- La palmera

## Historia
En el 11 de marzo de 1854, la Cámara de Diputados emitió un decreto legislativo que, considerando que los vecinos del Valle de la Labor acreditaron tener el número competente para erigirse en pueblo, decretó que el Valle de la Labor de la jurisdicción del Departamento de San Miguel se erige en pueblo bajo la denominación de El Triunfo y sus habitantes elegirán un alcalde, dos regidores y un síndico y que el poder ejecutivo, previo los informes de las municipalidades colindantes demarcará su respectiva jurisdicción. El decreto fue sancionado por el Senado en el 13 de marzo y pasó a ser ejecutado por el presidente José María San Martín en el 15 de marzo.
En el 20 de abril de 1893, durante la administración del presidente Carlos Ezeta, la Secretaría de Instrucción Pública y Beneficencia, a propuesta del director general de Educación Pública, acordó el establecimiento una escuela mixta en el valle de Los Limones.
Se le entregó el título de ciudad en el año 1998.

## Fiesta patronales
Las fiesta patronales de Ciudad el triunfo se celebran el 11 al 25 de Marzo en honor al divino rostro de Jesús.